# Холлиокс
«Холлиокс» (англ. Hollyoaks) — британская мыльная опера, транслируемая на Channel 4 с 23 октября 1995 года.

## Сюжет
Холлиокс — вымышленный пригород Честера. В центре внимания местные жители, в основном в возрасте от 16 до 35 лет, с их жизненными перипетиями, проблемами и испытаниями.

## В ролях
- Кирон Ричардсон — Стивен «Сти» Хэй (926 эпизодов, 2006/2017)
- Ник Пиккард — Тони Хатчинсон[2](916 эпизодов, 1995/2017)
- Эшли Тейлор Доусон — Даррен Осборн II (910 эпизодов, 2007/2017)
- Дженнифер Меткалф — Мерседес Фишер (836 эпизодов, 2006/2017)
- Джессика Фокс — Нэнси Осборн (767 эпизодов, 2006/2017)
- Джорджи Портер — Тереза МакКуин (599 эпизодов, 2008/2016)
- Джеймс Саттон — Джон Пол МакКуин (473 эпизода, 2006/2017)
- Брона Во — Шерил Брэди (360 эпизодов, 2009/2013)
- Кирсти Ли Портер — Лила Ломакс (311 эпизодов, 2009/2013)
- Алекс Картер — Ли Хантер (206 эпизодов, 2001/2011)
- Джаред Гарфилд — Нэйтан Найтингейл (124 эпизода, 2014/2017)
- Джемма Аткинсон — Лиза Хантер (110 эпизодов, 2001/2005)
- Твинни Ли Мур — Порше МакКуин (102 эпизода, 2014/2015)
- Джоди Альберт — Дебби Дин[англ.] (2002—2004)

## Награды и номинации
За время своего существования сериал был удостоен свыше 30 премий и наград, а также около двух сотен номинаций. В их числе пять  номинаций на BAFTA TV Award, 28 призов British Soap Awards, 11 статуэток Inside Soap Awards  и множество других.

## Показы в РФ
В России сериал (первый сезон) транслировался с июля 2005 года на музыкальном телеканале «MTV Россия».